# Adóazonosító jel
Az adóazonosító jel az adózással kapcsolatos nyilvántartásba vételre szolgó, a Nemzeti Adó- és Vámhivatal (2011. január 1. előtt az Adó- és Pénzügyi Ellenőrzési Hivatal) által a magánszemély részére megállapított tíz számjegyű azonosító, a Magyarországon használatos személyazonosító jelek egyike, amelyről hatósági igazolványt (adóigazolványt) állítanak ki. Köznyelvben gyakran tévesztik össze az adószámmal.
Az univerzális, személyes azonosítószámnak szánt személyi szám általános használatát az Alkotmánybíróság 1991-es döntése a személyes adatok védelme érdekében megtiltotta, ám a költségekre hivatkozva csak 1995-ben szorították vissza a használatát. Ettől kezdve adóügyekben az adóazonosító jel, az egészségügyben a társadalombiztosítási azonosító jel (taj vagy tajszám), népesség-nyilvántartási és lakcímügyekben pedig a személyi azonosító (tehát a korábbi személyi szám) használatos. Bár ilyen módon nem azonosítható minden adatbázisban egy személy ugyanazzal az azonosítóval, ha mégis rá kell keresni egy személyre több adatbázisban, az ideiglenesen, alkalomhoz kötötten létrehozandó kapcsolati kóddal tehető csak meg.

## Felépítése
Az adóazonosító jel használatáról az 1996. évi XX. törvény és az adózás rendjéről szóló 1990. évi XCI. törvény rendelkezik.
Az adóazonosító jelet a törvény szerint az alábbiak szerint kell képezni
- az 1. számjegy konstans 8-as szám, mely az adóalany magánszemély voltára utal,
- a 2–6. számjegyek a személy születési időpontja és az 1867. január 1. között eltelt napok száma,
- a 7–9. számjegyek az azonos napon születettek megkülönböztetésére szolgáló véletlenszerűen képzett sorszám,
- a 10. számjegy az 1–9. számjegyek felhasználásával matematikai módszerekkel képzett ellenőrző szám.

Az adóazonosító jel tizedik számjegyét úgy kell képezni, hogy az első számjegyek mindegyikét szorozni kell azzal a sorszámmal, ahányadik helyet foglalja el az azonosítón belül. (Első számjegy szorozva eggyel, második számjegy szorozva kettővel és így tovább.) Az így kapott szorzatok összegét el kell osztani 11-gyel, és az osztás maradéka a tizedik számjeggyel lesz egyenlő. A 7–9. számjegyek szerinti születési sorszám nem adható ki, ha a 11-gyel való osztás maradéka egyenlő tízzel.